# 雅安私立明德初級中學校
雅安私立明德初級中學校位於四川省雅安市雨城區張家山公園內。建於民國六年五月（1917年）。是原西康省時期雅安的一所教會學校，由美北浸禮會差會出資，哥倫比亞大學博士兼傳教士施勉志（Frederick N. Smith）創建。
1995年由雅安市（現雨城區）人民政府公布為市級文物保護單位。2007年6月1日公佈為四川省第七批文物保護單位。2019年10月7日公布为第八批全国重点文物保护单位。